# Colpodella
A Colpodella az Alveolata nemzetsége 5 igazolt és 2 lehetséges fajjal. Az Apicomplexa szünapomorf jellemzőivel rendelkezik, de szabadon élő, nem parazita. Számos faját korábban a Spiromonas nemzetségbe sorolták.
Típusfaja a Colpodella pugnax Cienkowski 1865.

## Leírás
Kis (<20 μm átmérőjű) ostoros egysejtű klád. Életciklusa 2 fő állapotból – trofozoita és ciszta – áll, a ciszta a szaporodási szakasz.
A trofozoiták hasonlítanak a Perkinsus zoospóráira, de a két nemzetség egymásnak nem rokona. Mindként nemzetség mozgó állapota elülső merőleges ostorokkal, vezikuláris cristákkal, belső alveoláris membránokkal és mikropórusokkal rendelkezik, konoidjai nyílt oldalúak (álkonoid), vannak a sejt teljes hosszában lévő roptriái és kisebb mikronémáik. Ezek mind a sejt elülső oldalán erednek. 3 rétegű pellikula van a sejtmembrán mellett, ez az alveoláris membránok és egymástól távol lévő szubapikális mikrotubulusokból állnak. Egyes fajokban trichociszták vannak.
A Perkinsusszal szemben a Colpodella szabadon élő egysejtűeket evő szabadon élő faj. Legtöbb faja a sejtmembránt átfúrja, és így fogyasztja el zsákmánya sejtplazmáját (mizocitózis). Táplálkozás közben elülső részét a zsákmányhoz csatolja. Ez tartalmazza az álkonoidot, mely a csatlakozási zóna körüli gyűrűvé alakul. A gazda sejtplazmája ezután nagy hátulsó emésztő űröcskébe kerül.
Táplálkozás után a sejtek ostoraikat elvesztik, gömbölyűvé válnak, egyszerű gömbölyű cisztát képeznek, és szaporodnak. Az emésztő űröcske a cisztában nagy központi vakuólumként jelenik meg, az osztódás előrehaladtával a megmaradó anyag maradványtestté redukálódik. Általában 4, de alkalmanként 2 utódsejtté osztódik az Apicomplexával és a Perkinsusszal szemben, melyek általában sokkal több utódsejtet képeznek szaporodáskor: a Perkinsus akár 32 sejtté is osztódhat, míg a Toxoplasma akár 128-cá. Az utódsejtek ostort növesztenek, a cisztafal feltörik, majd a sejtek elúsznak, hátrahagyva a maradványtestet. Legalább 2 faj rendelkezhet ivaros szaporodással.

## Rendszertan
A klád feltehetően az Apicomplexa testvércsoportja. Életmódja az Apicomplexa szabadon élő őseiére hasonlíthat. Jelentős különbség, hogy e nemzetség a Perkinsea csoporthoz hasonlóan nyílt végű (ál-) konoiddal rendelkezik, míg a konoiddal rendelkező Apicomplexa-fajok (Conoidasida) konoidja zárt.
A Colpodellida másik nemzetsége az Acrocoelus.
A Colpodella jelenlegi fajai:
- Colpodella edax (Klebs 1892) Simpson et Patterson 1996
- Colpodella pseudoedax Mylnikov et Mylnikov 2007
- Colpodella pugnax Cienkowsky 1865 non Simpson et Patterson 1996
- Colpodella angusta (Dujardin 1841) Simpson et Patterson 1996 [Dingensia angusta (Dujardin 1841) Patterson et Zoelffel 1991]

Más nemzetségekbe áthelyezett fajok:
- Colpodella gonderi (Foissner et Foissner 1984) Simpson et Patterson 1996 (ma Microvorax gonderi (Foissner et Foissner 1984) Cavalier-Smith 2017)
- Colpodella perforans (Hollande 1938) Patterson et Zölffel 1991 (ma Chilovora perforans (Hollande 1938) Cavalier-Smith et Chao 2004)
- Colpodella pontica Mylnikov 2000 (ma Voromonas pontica (Mylnikov 2000) Cavalier-Smith et Chao 2004)
- Colpodella pugnax Simpson et Patterson 1996 non Cienkowsky 1865 (ma Algovora pugnax (Simpson et Patterson 1996) Cavalier-Smith et Chao 2004)
- Colpodella tetrahymenae Cavalier-Smith 2004 (ma Microvorax tetrahymenae (Cavalier-Smith et Chao 2004) Cavalier-Smith 2017)
- Colpodella turpis Simpson et Patterson 1996 (ma Algovora turpis (Simpson et Patterson 1996) Cavalier-Smith et Chao 2004)
- Colpodella unguis Patterson et Simpson 1996 (ma Colpovora unguis (Patterson et Simpson 1996) Cavalier-Smith 2017)
- Colpodella vorax (Kent, 1880) Simpson et Patterson, 1996 (ma Dinomonas vorax Kent 1880)

## Klinikai jelentőség
Bár általában nem tekintik humán patogénnek, egy természetesölősejt-hiányos kínai nő vörösvérsejtjeit megfertőzhette 2012-ben.